# Inmigración costarricense en Estados Unidos
Los costarricenses-estadounidenses son ciudadanos de Estados Unidos de origen costarricense. La cantidad de costarricenses o hijos de costarricenses radicados en Estados Unidos se calcula en 126.418, el tercer grupo latinoamericano más pequeño y el más pequeño de los centroamericanos. Según el Centro de Estudios Monetarios Latinoamericanos la mayoría de costarricenses en el exterior tienen estudios universitarios o se encuentran estudiando en universidades o desempeñándose en labores profesionales o técnicas, de los cuales el 65% se encuentran en Estados Unidos.

## Historia
Nunca han existido oleadas numerosas de inmigrantes costarricenses a Estados Unidos, y según reportes del Servicio de Inmigración y Naturalización muy pocos han intentado ingresar ilegalmente.  Los estados con mayor cantidad de costarricenses son California, Nueva Jersey, Nueva York, Florida, Texas e Illinois. La localidad con la mayor cantidad de costarricenses porcentualmente es Bound Brook, Nueva Jersey, donde representan el 11.82%
Los costarricenses en el extranjero pueden votar en las elecciones de Costa Rica desde 2014, si se empadronan debidamente en el consulado respectivo.

## Cultura
La mayoría de costarricenses radicados en Estados Unidos de forma permanente o nativos del lugar suelen culturalizarse como estadounidenses con una identificación tenue hacia su cultura de origen. Si ambos padres hablan español es común que sus hijos sean bilingües, sin embargo, si uno de los padres solo habla inglés por lo general los hijos sólo hablarán inglés.

## Mayores comunidades
1. California - 22,469
2. Florida - 20,761
3. Nueva Jersey - 19,993
4. Nueva York - 11,576
5. Texas - 6,982
6. Carolina del Norte - 4,658
7. Georgia - 3,114
8. Pensilvania - 3,048
9. Massachusetts - 2,951
10. Connecticut - 2,767

## Costarricenses-estadounidenses destacados
- Jeanette Benavides, científica de la NASA
- Franklin Chang-Diaz, científico y astronauta de la NASA
- Sonia Chang-Díaz, senadora de Massachusetts
- Heather Hemmens, actriz[6][7]
- Candice Michelle, actriz, luchadora y modelo
- Román Macaya, empresario y diplomático nacido en Florida, embajador de Costa Rica en Washington.
- Rosa Mendes, luchadora
- John Nelson, director de orquesta
- Ann Marie Rios, actriz pornográfica
- Alexander Salazar, obispo
- Harry Shum, Jr., actor
- Madeleine Stowe, actriz